# Gai Claudi Canina
Gai Claudi Canina (en llatí: Caius Claudius Canina) va ser un magistrat romà que va viure al primer terç del segle iii aC. Formava part de la branca plebea de la gens Clàudia.
Va ser dues vegades cònsol romà, l'any 285 aC amb Marc Emili Lèpid, i el 273 aC amb Gai Fabi Dorsó Licini, i va obtenir un triomf per les seves victòries en la guerra contra els lucans, els samnites i probablement els brucis. Sembla que també va ser censor el 270 aC amb Tiberi Coruncani.
No se sap res de la seva família ni de la seva descendència. Un tribú militar de nom Gai Claudi que va morir l'any 264 aC i que va intervenir en la defensa de Messina, defensa que va originar la Primera Guerra Púnica, podria ser un fill seu.